# Madeleine de Scudéry
Madeleine de Scudéry (Le Havre, 15 d'octubre de 1607 - París, 2 de juny de 1701) va ser una escriptora i literata francesa.
Va col·laborar durant anys amb el seu germà, Georges de Scudéry, i fins i tot va signar algunes obres amb el seu nom. Entre els seus treballs destaquen Ibrahim ou l'Illustre Bassa (1642) i Artamène ou le Gran Cyrus (1649-53), probablement la novel·la més extensa de la història de la literatura. També va escriure Clélie (1654) i Célinte (1661).